# Bulbophyllum ialibuense
Bulbophyllum ialibuense är en orkidéart som beskrevs av Paul Ormerod. Bulbophyllum ialibuense ingår i släktet Bulbophyllum och familjen orkidéer.
Artens utbredningsområde är Papua Nya Guinea. Inga underarter finns listade i Catalogue of Life.